# Julius Schäffer (Mykologe)
Julius Schäffer (* 3. Juni 1882 in Markgröningen; † 21. Oktober 1944 in Weilheim in Oberbayern) war ein deutscher Lehrer und Mykologe. Sein offizielles botanisches Autorenkürzel lautet „Jul. Schäff.“.

## Leben
Julius Schäffer war ältestes von vier Kindern einer Gastwirtfamilie. Neben der Gastwirtschaft betrieben seine Eltern Landwirtschaft (Weinbau, Hopfen, Ackerland). Er besuchte von 1888 bis 1891 die Volksschule und ab 1891 als bester Schüler der Volksschule die Lateinschule in Markgröningen. Nachdem ein Lehrer den Eltern dringend geraten hatte ihren Sohn studieren zu lassen, bestand Schäffer als einer der sechs Besten 1896 das Landesexamen in Stuttgart und konnte dadurch für je zwei Jahre die evangelischen Seminare in Schöntal und Urach besuchen. Nach dem Abitur 1900 in Stuttgart studierte Julius Schäffer ab 1901 am evangelisch-theologischen Seminar in Tübingen Theologie und schloss 1904 das Studium mit der theologischen Dienstprüfung ab. Da er sich zu jung für den Seelsorgerdienst fühlte und von der entstehenden Reformpädagogik-Bewegung beeindruckt war, entschied er sich für eine Laufbahn als Lehrer. Von 1906 bis 1908 arbeitete er als Lehrer und Erzieher am Deutschen Landerziehungsheim in Ilsenburg am Harz, wo er Religion, Deutsch, Erdkunde und Naturkunde unterrichtete. Von Ilsenburg aus trat Julius Schäffer eine Stelle als Privatlehrer in Dresden an. Während dieser Jahre unternahm er mit der Familie, in der er unterrichtete, ausgedehnte Reisen, auch ins Ausland. Im Anschluss an diese Zeit studierte Schäffer ein Semester in Triest. 1910 legte er  „Mit Auszeichnung“ das Staatsexamen für den höheren Schuldienst ab und absolvierte bis 1912 am Realgymnasium in Berlin-Grunewald das Referendariat. Direkt anschließend wurde er Lehrer in Potsdam. Am 28. Dezember 1912 heiratete Schäffer seine Frau Liesl, mit der er zwei Töchter hatte.
Julius Schäffer war als Lehrer für Chemie, Biologie und Mathematik tätig. Als Vertreter der Reformpädagogik unternahm er mit seinen Schülern ausgedehnte Studienfahrten und engagierte sich für die Etablierung des damals neu eingeführten, bei vielen Lehrern unbeliebten, Wandertages. Neben dem Schuldienst beschäftigte sich Schäffer intensiv mit Pilzen, die er nicht nur studierte, sondern angeleitet durch seine Frau auch malte. Durch seine mykologische Tätigkeit stand er in persönlichem und brieflichem Kontakt mit Pilzforschern wie Hans Haas, Adalbert Ricken, Bruno Hennig und Albert Pilát. Intensiv beschäftigte sich Schäffer mit der Systematik der Ständerpilze, insbesondere der Täublinge und Egerlinge. Schäffer fand unter anderem die nach ihm benannte Schäffer-Reaktion, die bei der Bestimmung von Champignons eingesetzt werden kann. Die Täublinge bearbeitete er für die Buchreihe Die Pilze Mitteleuropas.
Den Nationalsozialismus lehnte Schäffer ab; er litt besonders unter dem Zwang, Rassenkunde unterrichten zu müssen. Seine Schrift Die Zerstörung des Volksgedankens durch den Rassenwahn wurde 1933 bei den Bücherverbrennung verbrannt. 1939 ließ er sich aus gesundheitlichen Gründen pensionieren und zog mit seiner Frau nach Dießen am Ammersee, wo das Ehepaar ein Haus erworben hatte. Dort beschäftigt er sich intensiv mit Mykologie, besonders mit der Gattung Cortinarius, wobei er unter anderem mit Meinhard Moser in Kontakt kam. Am Lehrerinnenseminar in Weilheim in Oberbayern hielt er Pilzkurse für die Studentinnen ab.
Auf einer der Exkursionen mit den Studenteninnen des Lehrerinnenseminars in Weilheim fanden Schäffer und seine Frau im Herbst 1944 größere Mengen Kahle Kremplinge, die damals als guter Speisepilz betrachtet wurden und die Schäffer und seine Frau auch in Potsdam oft gegessen hatten. Schäffer, der eigentlich eine Abneigung gegen Pilzgerichte entwickelt hatte, bat seine Frau, die Pilze zuzubereiten, und aß sie zusammen mit ihr zum Mittag. Am Nachmittag stellten sich Symptome einer Pilzvergiftung ein. Durch die Kriegsereignisse hatte die örtliche Ärztin sämtliches Material für eine Magenspülung verloren, das Krankenhaus in Weilheim war wegen zerstörter Telefonleitungen nicht erreichbar und Schäffer konnte wegen fehlenden Benzins erst nach zwei Tagen nach Weilheim verlegt werden. Dort konnte ihm nicht mehr geholfen werden und er verstarb nach siebzehntägigem Leiden am 21. Oktober 1944.